# Beatrice Lundmark
Beatrice Lundmark (Lugano, 26 april 1980) is een Italiaans-Zwitsers atlete, gespecialiseerd in het hoogspringen. Ze heeft tweemaal meegedaan aan een Europese kampioenschappen.

## Biografie
De in Noord-Italië geboren Lundmark is een dochter van Silvia Massenz, die net als haar dochter aan hoogspringen deed. Zij was in 1971 korte tijd in het bezit van het Italiaans record met 1,77 m, wat Lundmark overigens in 2001 overtrof. Desondanks begon Lundmark haar atletiekcarrière pas op haar zeventiende. Dit was bij de vereniging S.G. Comense 1872, gevestigd in de Italiaanse stad Como. Ze heeft ook deel uitgemaakt van de Italiaanse neo-seniorenselectie.
Lundmark is meervoudig Zwitsers kampioene bij het hoogspringen. Verder heeft ze deelgenomen aan de Europese kampioenschappen van 2010 en de Europese indoorkampioenschappen van 2011. Bij eerstgenoemde gelegenheid behaalde ze een tiende plek met 1,89, nadat ze tijdens de kwalificaties een persoonlijk record van 1,92 had gesprongen. Bij de EK indoor was ze minder succesvol en bleef ze haken op een 21e klassering.
Beatrice Lundmark is sinds 2006 aangesloten bij de atletiekvereniging GAB Bellinzona. Ze is afgestudeerd in communicatiewetenschappen en werkt als PR- en evenementenmanager bij de sportafdeling van haar woonplaats Lugano.

## Titels
- Zwitsers kampioene hoogspringen - 2007, 2008, 2009, 2010, 2011
- Zwitsers indoorkampioene hoogspringen - 2006, 2007, 2009, 2010, 2011, 2012

## Persoonlijke records
Outdoor
| Onderdeel          | Prestatie | Datum             | Plaats    |
| ------------------ | --------- | ----------------- | --------- |
| hoogspringen       | 1,92 m    | 30 juli 2010      | Barcelona |
| hink-stap-springen | 12,98 m   | 26 september 2010 | Rivera    |

Indoor
| Onderdeel          | Prestatie | Datum            | Plaats     |
| ------------------ | --------- | ---------------- | ---------- |
| hoogspringen       | 1,88 m    | 20 februari 2011 | St. Gallen |
| hink-stap-springen | 12,42 m   | 25 januari 2008  | Saronno    |

## Prestatieontwikkeling
| Jaar | Hoogspringen indoor | Hoogspringen outdoor |
| ---- | ------------------- | -------------------- |
| 2005 |                     | 1,85 m               |
| 2006 | 1,86 m              | 1,85 m               |
| 2007 | 1,80 m              | 1,85 m               |
| 2008 | 1,75 m              | 1,70 m               |
| 2009 | 1,80 m              | 1,84 m               |
| 2010 | 1,80 m              | 1,92 m               |
| 2011 | 1,88 m              | 1,86 m               |
| 2012 | 1,83 m              | 1,87 m               |

## Palmares

### hoogspringen
- 2000:  Zwitserse indoorkamp. - 1,68 m
- 2001:  Zwitserse kamp. - 1,79 m
- 2002:  Zwitserse kamp. - 1,77 m
- 2004:  Zwitserse indoorkamp. - 1,79 m
- 2005:  Zwitserse indoorkamp. - 1,82 m
- 2005:  Zwitserse kamp. - 1,80 m
- 2005:  Jeux de la Francophonie - 1,79 m
- 2005: 11e Universiade - 1,70 m
- 2006:  Zwitserse indoorkamp. - 1,80 m
- 2007:  Zwitserse indoorkamp. - 1,80 m
- 2007:  Zwitserse kamp. - 1,80 m
- 2007: 11e Universiade - 1,80 m
- 2008:  Zwitserse indoorkamp. - 1,80 m
- 2008:  Zwitserse kamp. - 1,79 m
- 2009:  Zwitserse indoorkamp. - 1,80 m
- 2009:  Zwitserse kamp. - 1,76 m
- 2009:  Jeux de la Francophonie - 1,84 m
- 2010:  Zwitserse indoorkamp. - 1,82 m
- 2010:  Zwitserse kamp. - 1,85 m
- 2010:  Europese teamkamp., 2e divisie - 1,87 m
- 2010: 10e EK - 1,89 m
- 2011:  Zwitserse indoorkamp. - 1,88 m
- 2011: 21e EK Indoor - 1,85 m
- 2011:  Zwitserse kamp. - 1,82 m
- 2012:  Zwitserse indoorkamp. - 1,83 m

### hink-stap-springen
- 2007:  Zwitserse kamp. - 12,52 m